# Skällnora Qvarn
Skällnora Qvarn (med moderniserad stavning Skällnora kvarn) är en novell av Carl Jonas Love Almqvist. 
Novellen ingår i band XI av den så kallade duodesupplagan av Törnrosens bok, som utkom 1838. Berättelsen är en folklivsskildring med inslag av tragedi, men kan även karakteriseras som kriminalberättelse, vilket gör den till en av de tidigaste i genren. 